# Centrale hydroélectrique de Porjus
La Centrale hydroélectrique de Porjus est une centrale hydroélectrique situé à Porjus dans la commune de Jokkmokk, au nord de la Suède. Elle est située sur le cours du fleuve Stora Luleälv. Avec une puissance de 465 MW, c'est la troisième plus puissante centrale hydroélectrique suédoise, sa production annuelle est de 1 233 GWh. La centrale est la première qui fut installée sur le fleuve Luleälven, qui en compte maintenant 15 et est donc au total responsable de 10 % de la production électrique suédoise.

## Géographie
La centrale de Porjus est située près de la localité de Porjus, dans la commune de Jokkmokk du comté de Norrbotten, au nord du cercle polaire arctique. Il est situé sur le cours du Stora Luleälv (grand Luleälv), qui constituera après sa rencontre avec Lilla Luleälv (petit Luleälv), le fleuve Luleälven, qui est un des plus importants du pays en termes de débit, avec un débit moyen de 490 m/s.
Plus précisément, le barrage est situé à moins de 10 km en amont de celui de Harsprånget. Il se trouve à peu près à la frontière des alpes scandinaves, entourés par des reliefs culminant à 400-500m, le haut du barrage étant lui-même à 372 m d'altitude. Le barrage a créé en aval le grand lac de Stora Lulevatten, d'une longueur de 43 km et d'une superficie relativement variable, d'environ 150 km2.
Le bassin versant du fleuve au niveau de Porjus est de 9 940 km2, et le débit moyen est de 274 m3/s. Le fleuve est cependant naturellement sujet à d'importantes crues printanières (régime nival) et au contraire une certaine sécheresse hivernale. Son débit naturel oscille donc en moyenne dans l'année entre 40 et 1 147 m3/s au niveau de Porjus. Cependant, de nos jours, le cours de l'eau est fortement régulé par les nombreux barrages qui le parsèment, et son débit n'oscille plus qu'entre 90 et 405 m3/s.

## Histoire

### Première phase (1910-1970)

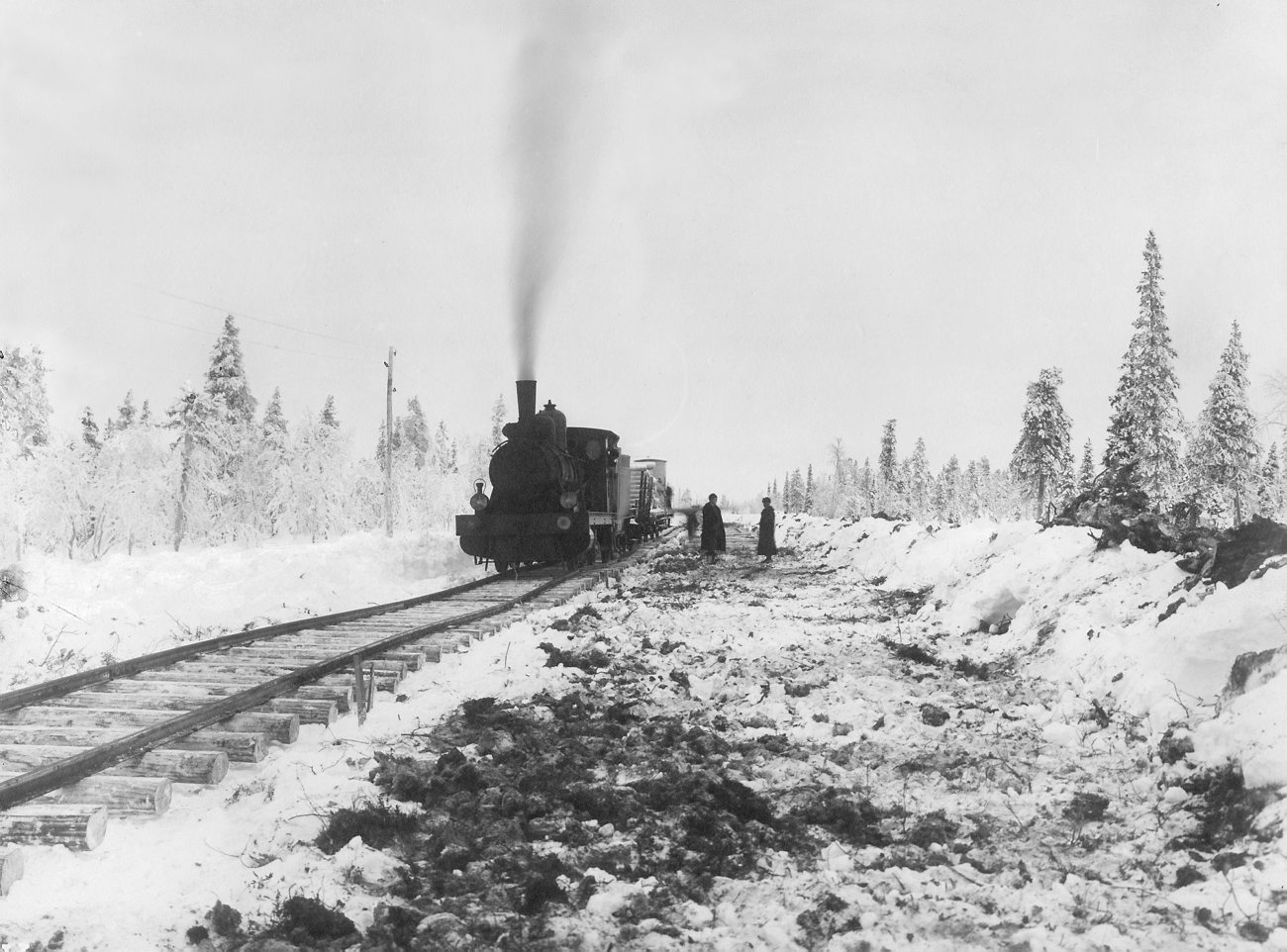
La ligne de chemin de fer créée pour apporter les matériaux de construction, juste après sa construction.

La décision de construire la centrale a été prise en 1910 au Riksdag. Le but était d'alimenter la ligne de chemin de fer Malmbanan, utilisée pour le transport du fer produit dans les mines du nord de la Suède vers le port de Luleå du côté suédois ou Narvik du côté norvégien, ayant l'avantage d'être libre de glace toute l'année. La même année, la récente entreprise Kungliga Vattenfallstyrelsen (futur Vattenfall), qui venait d'achever la centrale hydroélectrique d'Olidan commença les travaux. Le projet était gigantesque pour l'époque: il s'agissait du plus grand barrage des pays nordiques, et de l'une des premières grandes centrales enterrées au monde. De plus, au début des travaux, il n'y avait aucune infrastructure: une route fut construite depuis la ville la plus proche, Gällivare, à une cinquantaine de kilomètres de là au bout de cinq mois. Ainsi, en attendant leur construction, les matériaux étaient transportés à bras d'homme, sur un chemin constitué de planches de bois (qui prit alors le nom de Rallarstigen), chacun pouvant porter entre 45 et 50 kg. La construction d'une voie de chemin de fer en 1911 (Inlandsbanan) facilita énormément les travaux. 
Au total, 800 employés travaillaient sur le site, et la ville de Porjus, qui ne devait normalement durer que le temps des travaux fut donc construite pour loger les travailleurs et leur famille. La centrale fut inaugurée en 1915 par le roi Gustave V de Suède par téléphone; en effet, ses conseillers considéraient qu'un si long trajet était dangereux en cette période de première Guerre mondiale. 

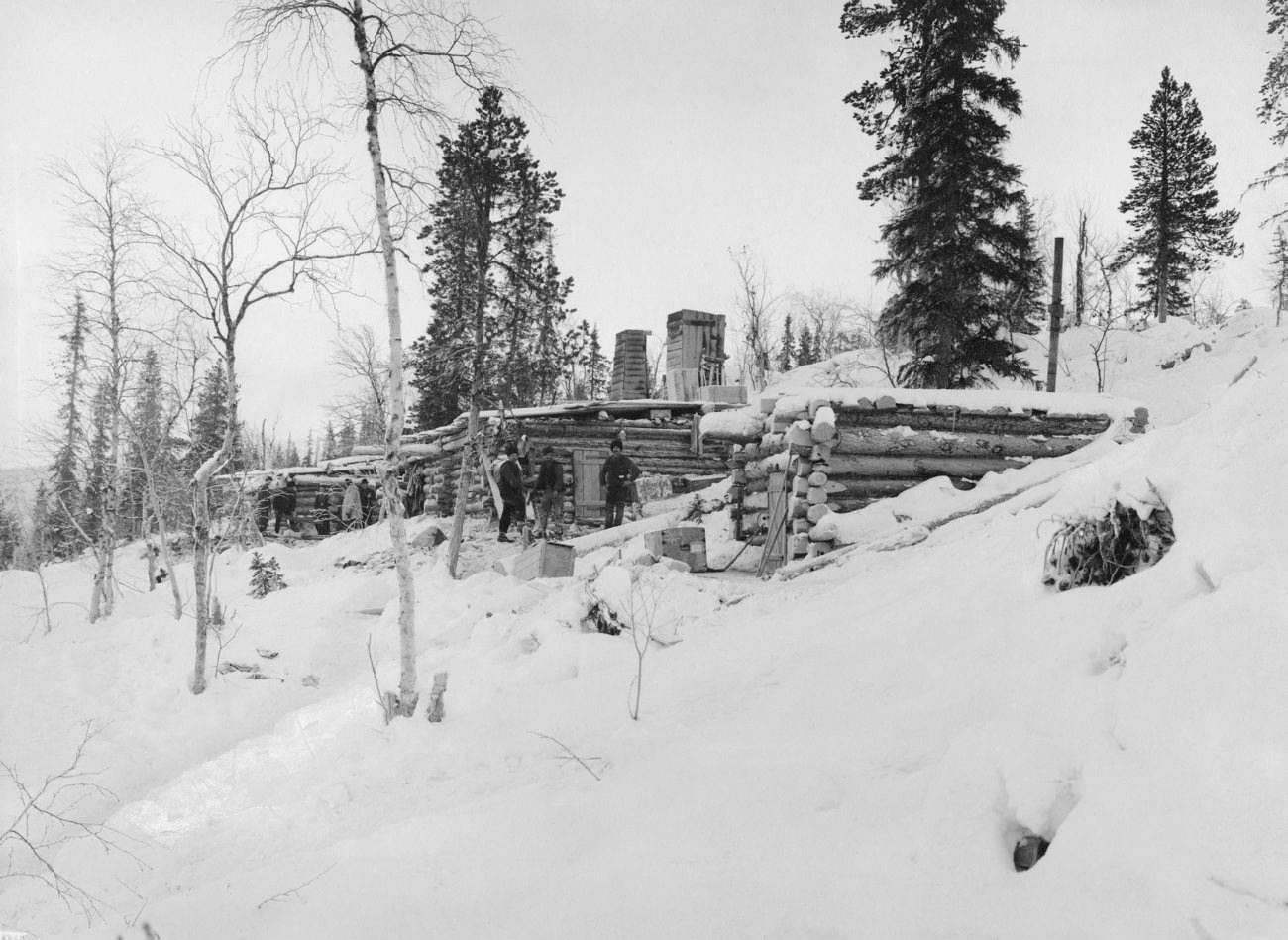
Les habitations temporaires pendant la construction, en 1911.

Le nombre de turbines augmenta par la suite dans la centrale jusqu'à atteindre 9 à la fin des années 1940.

### Deuxième phase (1971- )
Le complexe fut entièrement reconstruit entre 1971 et 1975. Tout d'abord, la hauteur du barrage a été augmentée de 2,1 m, augmentant ainsi la hauteur de chute de 58 à 60 m, et le volume du réservoir passa de 190 à 610 Mm3. Ensuite, une toute nouvelle centrale fut construite, accueillant deux puissantes turbines, installées respectivement en 1975 et 1980, pour une puissance de 465 MW, soit dix fois plus que la centrale initiale. De nouveaux transformateurs furent aussi construits, en souterrain.
L'ancienne centrale fut cependant conservée, à côté de la nouvelle, et fut utilisée par la suite comme dépôt, et certaines parties sont même utilisées comme musée en été. Cette ancienne centrale fut classée monument historique en 1986.

## Caractéristiques techniques

### Ancien complexe
Le complexe initial s'appuyait sur un barrage contrefort de 1 250 m de long pour 23 m de haut. L'eau était ensuite acheminée dans un tunnel de 500 m de long vers un bassin situé au-dessus de la centrale, elle-même située 50 m sous terre. L'eau empruntait alors une conduite sous pression pour rejoindre les 9 turbines Francis à axe vertical de la centrale, construites par l'entreprise Nydqvist och Holm de Trollhättan, dont la puissance cumulée atteint 152 MW. Ces turbines étaient couplées à des générateurs ASEA. L'eau était ensuite redirigée vers le fleuve par une conduite de 1 274 m.
Le transformateur est une des seules parties aériennes de la centrale, et était abrité dans un imposant bâtiment en brique, créé par l'architecte Erik Josephson, qui avait déjà réalisé la centrale hydroélectrique d'Olidan, à Trollhättan. C'est aussi dans ce bâtiment qu'était située la salle de contrôle. L'intérieur est à la mesure de la beauté extérieure, le panneau de contrôle était par exemple fait avec deux types de marbre.  La beauté de ce bâtiment illustre l'importance que représentait le développement des centrales hydroélectriques pour l'époque, et aussi montre la volonté que cette centrale soit une vitrine de l'ingénierie suédoise.

### Nouveau complexe
Le nouveau barrage fut construit juste en aval de l'ancien. Il s'agit d'un barrage en remblais, rempli essentiellement de moraine, et est sensiblement plus grand que l'ancien, long de 1 450 m pour une hauteur de 25 m. La nouvelle centrale, elle aussi enterrée, abrite deux turbines Francis à axe vertical de 240 MW chacune. L'eau est enfin ramenée dans le fleuve par deux conduites (une par turbine) de respectivement 1640 et 1 700 m, cette dernière utilisant en partie un des anciens tunnels.